# ATCO Field
L'ATCO Field è uno stadio situato nel distretto municipale di Foothills County, nella provincia canadese dell'Alberta, appena fuori dai confini cittadini di Calgary. Ospita le partite casalinghe della squadra di calcio del Cavalry.
La struttura è raggiungibile grazie alla fermata Somerset–Bridlewood della Metropolitana leggera di Calgary.

## Storia
Il 17 maggio 2018 venne annunciato che alla Canadian Premier League, il nuovo campionato canadese di calcio, avrebbe partecipato anche un club di Calgary, il Cavalry FC, fondato dalla Spruce Meadows Sports & Entertainment, società proprietaria dell'omonimo complesso equestre. All'interno dello stesso Spruce Meadows sarebbe stato ricavato lo stadio in cui avrebbe giocato la squadra.
L'inaugurazione è avvenuta il 4 maggio 2019, in occasione della partita interna di campionato contro lo York9, disputata sotto un'abbondante nevicata.

## Caratteristiche
L'impianto è composto dalla tribuna est, con 4.500 posti coperti, situata sul lato lungo del campo, più altre due tribune sui lati corti che ospitano complessivamente altri 1.500 posti, per una capienza totale di 6.000.
Per adattarsi al resto del complesso ippico, tutte le nuove costruzioni sono state realizzate secondo lo stile dei cottage inglesi, la tribuna est si ispira esplicitamente alla tribuna principale dello stadio inglese di Craven Cottage.